# 埃奇尼克廣場 (亞利桑那州)
埃奇尼克廣場（英語：Echinique Place）是位於美國亞利桑那州可可尼諾縣的一個非建制地區。該地的面積和人口皆未知。

## 地理
埃奇尼克廣場的座標為34°43′04″N 110°58′00″W / 34.71778°N 110.96667°W，而該地的平均海拔高度為1904米（即6247英尺）。